# Hieracium cordatum
Hieracium cordatum là một loài thực vật có hoa trong họ Cúc. Loài này được Scheele ex Costa mô tả khoa học đầu tiên năm 1864.